# Warpath
Pour l'album du groupe Six Feet Under, voir Warpath (album).
James Proudstar, alias Warpath est un super-héros évoluant dans l'univers Marvel de la maison d'édition Marvel Comics.
Créé par le scénariste Chris Claremont et le dessinateur Sal Buscema, le personnage de fiction apparaît pour la première fois sous l’identité de Thunderbird dans le comic book New Mutants (vol. 1) #16 en juin 1984. Il ne prit son nom de Warpath qu'en 1991.
C'est le frère cadet de John Proudstar, alias Épervier (« Thunderbird » en VO).

## Biographie du personnage

### Origines
James Proudstar est le frère cadet de John Proudstar, alias Épervier (« Thunderbird » en VO), un membre des X-Men mort au combat.
Il vit dans la réserve Apache de Camp Verde en Arizona quand son frère, John, est tué lors d'un combat des X-Men contre le Comte Nefaria. James vole le corps de son frère pour lui donner une sépulture indienne et jure de se venger du Professeur Xavier, qu'il juge responsable de la mort de John.
Ses pouvoirs mutants se manifestant, il reprend le costume de son frère et son nom de code. Il est recruté par Emma Frost, la Reine Blanche du Club des Damnés, au sein de l'équipe des Hellions. Il rencontre par la suite les Nouveaux Mutants.
Il capture le Hurleur dans le but d'éliminer Xavier, et lutte contre Kitty Pryde et Wolverine. Les abandonnant empoisonnés, il revient cependant les sauver. Finalement, il fait face à Xavier mais se ravise une fois de plus, et fait la paix avec lui.

### Parcours
Après avoir quitté les Hellions, James Proudstar est approché par Cable, mais décline l'invitation de rejoindre le nouveau mentor des Nouveaux Mutants. À son retour à la réserve, il découvre que sa tribu a été massacrée, apparemment par le Club des Damnés. Il accepte alors d'aider Cable si ce dernier l'aide dans sa vengeance. Il prend le nom de code Warpath et devient le « monsieur muscle » de X-Force.
Lors de son passage dans l'équipe mutante, il affronte le Front de libération mutant (FLM), la Confrérie des mauvais mutants, Weapon P.R.I.M.E., le SHIELD et les Externels. Il reste du côté de Cable lorsque ce dernier est accusé à tort par les X-Men d'une tentative de meurtre sur Xavier (commise en fait par Stryfe).
Quand les Hellions sont décimés par Trevor Fitzroy, il retrouve les survivants (Firestar, Magma et Empath) lors des funérailles.
Quand X-Force se sépare de Cable, l'équipe élit domicile à Camp Verde. Ils affrontèrent Magnéto et Exodus, ainsi que le nouveau Front de Libération Mutant mené par Reignfire. Warpath est attiré par Cyrène et cherche à la guérir de son alcoolisme. Il l'accompagne en Irlande, où il rencontre le Fléau.
Avec certains New Warriors, X-Force lutte contre les Parvenus et s'oppose au Maître du jeu. Il découvre aussi que le massacre de sa tribu n'avait pas été orchestré par Emma Frost, la Reine Blanche. C'est à ce moment que ses pouvoirs s'accroissent. Il quitte X-Force pour vivre avec Risque, mais revient aider ses amis pour affronter Onslaught à Manhattan.

### Mort et résurrection
Warpath est tué dans un conflit contre Stryfe, celui qui avait massacré sa famille, et est perdu pendant un temps dans le royaume de Blackheart. Aidé par ses coéquipiers, il revient dans le royaume des vivants.
Quelque temps plus tard, il est engagé par Peter Wisdom pour une mission à Génosha, dont il affronta le dirigeant, Magnéto. Quand tous les mutants de la terre perdirent brièvement leurs pouvoirs, à cause du Maître de l'évolution, le gène X mutant de James repart à son potentiel maximal. X-Force est alors sous le commandement de Pete Wisdom jusqu'à la mort apparente de ce dernier, et au retour de Domino.
À la demande de Charles Xavier, il intègre la X-Corporation de Mumbai, avec Feral et Thornn. Cable le retrouve toutefois et Warpath l'aide dans son combat contre le Skornn.

### Après leM-Day
À la fermeture de l'X-Corp et juste après le M-Day, on revoit Warpath parmi les « 198 ». Il fait donc partie des quelques centaines de mutants ayant conservé leurs pouvoirs.
On le revoit faisant partie de la nouvelle équipe secrète X-Force, dirigée par Wolverine.

## Pouvoirs, capacités et équipement
Warpath est un guerrier né, élevé et formé comme ses ancêtres Apaches, et plus tard par Cable. Formé aux féroces pratiques de combat amérindiennes, son collègue de X-Force Wolverine dira de lui que c'est un virtuose du combat sur un champ de bataille.
En complément de ses pouvoirs, James Proudstar est un redoutable combattant au combat au corps à corps, un chasseur et un pisteur de bêtes sauvages hors pair, ainsi qu'un expert en survie.
- Warpath possède des capacités physique accrues, nettement supérieures à celles d'un être humain normal. Il possède notamment une force surhumaine lui permettant de soulever (ou d’exercer une pression équivalente à) 75 tonnes. Il aurait même le potentiel de soulever jusqu'à 90 tonnes[2].
- Son endurance est également surhumaine, lui permettant de soutenir un effort continu pendant 24 heures avant d'avoir besoin de se reposer[2].
- Sa rapidité et son agilité sont également impressionnantes, tout comme ses réflexes et sa coordination. Il est notamment capable de courir à une vitesse de plus de 160 km/h[2].
- Ses cinq sens sont aussi hyper-développés, notamment son odorat, son ouïe (ce qui lui permet d’entendre sur de longues distances, et de percevoir des sons qu'un être humain normal ne pourrait pas) et sa vue (il est capable de voir avec une clarté parfaite sur de longues distances, et possède une vision de nuit)[2].
- Après avoir eu son génome réinitialisé, Warpath pouvait voler dans les airs mais, depuis, il semble avoir perdu cette capacité[2].

Plus récemment, le Ghost Rider a débloqué chez Warpath des capacités de shaman apache afin d'affronter le Démon-ours, ce qui lui a permis à de percevoir les énergies psychiques et les blessures de cette créature.
Au combat, Warpath utilise habituellement deux couteaux Bowie en vibranium (donnés par Tornade des X-Men), qu'il manie avec une grande dextérité. Il a aussi provisoirement utilisé des mini-pistolets, volés au SHIELD, qui tiraient des fléchettes explosives en adamantium.

## Apparitions dans d'autres médias
Sauf indication contraire, les informations mentionnées dans cette section peuvent être confirmées par la base de données cinématographiques IMDb,  présente dans la section « Liens externes ».

### Cinéma
Interprété par Booboo Stewart dans la deuxième trilogie X-Men
- 2014 : X-Men: Days of Future Past réalisé par Bryan Singer

Dans un futur proche, Warpath est membre d'un groupe de mutants résistants aux Sentinelles. Il possède des sens hyper-développés qui lui permettent de percevoir des Sentinelles à des centaines de kilomètres. Durant les combats, il affronte ses ennemis avec ses couteaux en vibranium.